# Arta Dade
Arta Dade (15 de març de 1953, Tirana, Albània) és una política albanesa. És membre del Parlament d'Albània pel Partit Socialista d'Albània des de 1997. Durant la seua carrera com a política ha sigut Ministra de Cultura i Ministra d'Exteriors, i la primera dona a ocupar aquest càrrec. Actualment és presidenta del Comitè de Política Exterior.
Es va llicenciar en Literatura anglesa per la Universitat de Tirana i va treballar com a professora a la universitat fins a 1997, quan va començar la seua carrera política. Al parlament representa al Comtat de Fier.